# Martin Mußgnug
Martin Mußgnug (* 11. Februar 1936 in Heidelberg; † 2. Februar 1997 in Tuttlingen, nach anderen Angaben in Singen (Hohentwiel)) war ein deutscher Politiker der Nationaldemokratischen Partei Deutschlands (NPD). Er war von 1968 bis 1972 Mitglied des Landtages von Baden-Württemberg und von 1971 bis 1990 Bundesvorsitzender der NPD.

## Leben
Der Vater von Martin Mußgnug war Hans Mußgnug, von 1944 bis 1945 außerplanmäßiger Professor für Chirurgie an der Universität Heidelberg, NSDAP-Mitglied ab 1937 und SA-Truppführer.
Mußgnug besuchte die Volksschule in Heidelberg und das Humanistische Gymnasium in Schweinfurt. Ab 1954 studierte er Rechtswissenschaft an der Ruprecht-Karls-Universität Heidelberg. Nach dem Ersten Staatsexamen arbeitete er als Referendar im Bezirk des Landgerichts Mannheim. 1963 ließ er sich in Tuttlingen als Rechtsanwalt nieder.

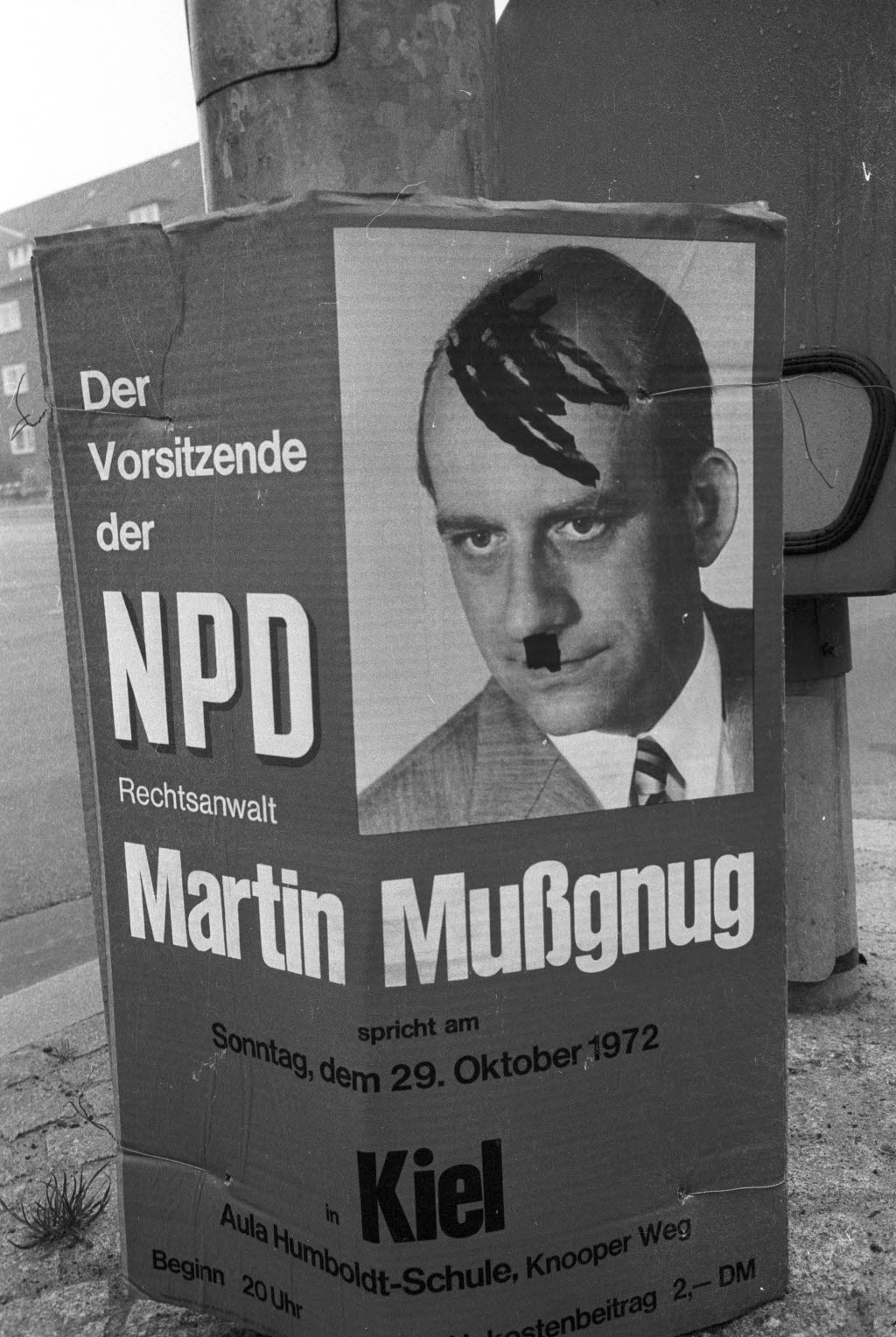
Wahlplakat der NPD 1972 mit einem übermalten Porträt Mußgnugs

Während des Studiums gründete Mußgnug am 17. Juni 1956 mit Peter Stöckicht den 1963 verbotenen Bund Nationaler Studenten. 1958 trat er der Deutschen Reichspartei (DRP) bei, 1962 wurde er stellvertretender Kreisvorsitzender der DRP für den Landkreis Heidelberg. Seit der Gründung der NPD im November 1964 Parteimitglied, wurde Mußgnug 1967 stellvertretender und 1968 Landesvorsitzender der NPD Baden-Württemberg. 1970 wurde er stellvertretender Bundesvorsitzender und ein Jahr später als Nachfolger von Adolf von Thadden, dessen national-konservativen Kurs er unterstützte, Bundesvorsitzender der NPD. Bei der Landtagswahl in Baden-Württemberg 1968 wurde Mußgnug für den Wahlkreis 65 (Reutlingen) in den Landtag von Baden-Württemberg gewählt, dem er bis 1972 angehörte. Der Historiker Lutz Niethammer zählte Mußgnug 1969 zur „Jungen Garde“ der NPD-Fraktion, die maßgeblich das aggressive Auftreten der NPD im Landtag bestimmt habe. In seinen Landtagsreden habe sich Mußgnug „nur mit Existenz und Erfolg der NPD“ beschäftigt.
In seinem Wohnort Tuttlingen kandidierte Mußgnug bei der Oberbürgermeisterwahl 1987 gegen Amtsinhaber Heinz-Jürgen Koloczek (CDU) und erhielt mit 15 % der Stimmen das zweitbeste Ergebnis nach Koloczek. Bei der Kommunalwahl 1984 hatte die NPD mit 2,7 % den Einzug in den Tuttlinger Gemeinderat verpasst, 1989 gelang ihr mit 9,3 % der Stimmen der Einzug in den Gemeinderat in Fraktionsstärke; Martin Mußgnug und zwei weitere Personen vertraten fortan die NPD in dem Kommunalparlament. Mußgnug gehörte dem Gemeinderat bis zu seinem Tode an und war von 1989 bis 1994 auch Mitglied des Kreistags des Landkreises Tuttlingen.
1991 wurde er als Bundesvorsitzender von Günter Deckert abgelöst, der schon mehrfach vergeblich gegen ihn kandidiert hatte und einen aktionistischeren Kurs vertrat, was der eher bürgerliche Mußgnug stets abgelehnt hatte. Nach der Abwahl verließ Mußgnug die NPD und beteiligte sich an der Gründung der „Deutschen Liga für Volk und Heimat“ (DLVH), die er zu einem Sammelbecken für enttäuschte Rechte zu machen versuchte, was aber scheiterte. Er starb kurz vor seinem 61. Geburtstag an einem Herzinfarkt.